# Национальный симфонический оркестр (США)

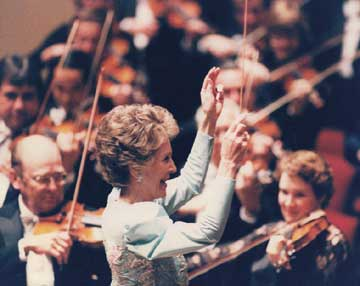
Первая леди США Нэнси Рейган дирижирует Национальным симфоническим оркестром

Национальный симфонический оркестр (англ. National Symphony Orchestra) — американский симфонический оркестр, базирующийся в Вашингтоне и находящийся на содержании федерального правительства. В силу своего статуса оркестр активно участвует в качестве сопровождения на различных официальных мероприятиях и празднествах, включая инаугурацию президента США.
Был создан в 1931 году как главный симфонический оркестр страны. Первоначально его концертной площадкой был Зал Конституции, однако в 1971 году оркестр переместился во вновь построенный Центр исполнительских искусств имени Джона Ф. Кеннеди, который стал его официальным местопребыванием с 1986 года. С приходом на пост главного дирижёра Антала Дорати связано начало расцвета оркестра. Национальный симфонический оркестр традиционно активно записывается. 
Среди записей оркестра — редко исполняемая балетная музыка из оперы Сен-Санса «Генрих VIII», записанная В. Дамрошем, сочинения русских композиторов XX века, записанные М. Л. Ростроповичем.

## Главные дирижёры
- Ханс Киндлер (1931—1949)
- Хауард Митчелл (1949—1970)
- Антал Дорати (1970—1977)
- Мстислав Ростропович (1977—1994)
- Леонард Слаткин (1996—2008)
- Иван Фишер (2008—2010)
- Кристоф Эшенбах (2011—2017)
- Джанандреа Нозеда (2017—)